# Cerambyx quadripunctatus
Cerambyx quadripunctatus là một loài bọ cánh cứng trong họ Cerambycidae.